# Filifolium
Filifolium là một chi thực vật có hoa trong họ Cúc (Asteraceae).

## Loài
Chi Filifolium gồm các loài: